# Regina Sackl
Regina Sackl (ur. 21 sierpnia 1959 w Hartbergu) – austriacka narciarka alpejska, zdobywczyni Małej Kryształowej Kuli Pucharu Świata.

## Kariera
W zawodach Pucharu Świata zadebiutowała 24 stycznia 1974 roku w Badgastein, gdzie zajęła jedenaste miejsce w slalomie. Pierwsze punkty (do końca sezonu 1977/1978 punkty zdobywało 10 najlepszych zawodniczek) wywalczyła 8 marca 1974 roku w Wysokich Tatrach, gdzie zajęła ósme miejsce w tej samej konkurencji. Na podium zawodów tego cyklu pierwszy raz stanęła 26 stycznia 1976 roku w Kranjskiej Gorze, kończąc rywalizację w slalomie na trzeciej pozycji. W zawodach tych wyprzedziły ją jedynie Szwajcarka Lise-Marie Morerod oraz Rosi Mittermaier z RFN. W kolejnych startach jeszcze pięć razy stawała na podium: 26 lutego 1977 roku w Furano wygrała slalom, 7 i 8 stycznia 1979 roku w Les Gets była kolejno trzecia w gigancie i najlepsza w slalomie, 19 stycznia 1979 roku w Meiringen ponownie była najlepsza w slalomie, a 3 lutego 1979 roku w Pfronten w tej samej konkurencji zajęła trzecie miejsce. W sezonie 1978/1979 zajęła siódme miejsce w klasyfikacji generalnej, a w klasyfikacji slalomu zwyciężyła.
Wystartowała na igrzyskach olimpijskich w Innsbrucku w 1976 roku, gdzie zajęła 19. miejsce w gigancie, a slalomu nie ukończyła. Podczas rozgrywanych cztery lata później igrzysk w Lake Placid wzięła udział w gigancie i slalomie, ale obu konkurencji nie ukończyła. Nigdy nie startowała na mistrzostwach świata.

## Osiągnięcia

### Igrzyska olimpijskie
| Miejsce | Dzień     | Rok  | Miejscowość | Konkurencja | Czas biegu | Strata | Zwyciężczyni     |
| ------- | --------- | ---- | ----------- | ----------- | ---------- | ------ | ---------------- |
| DNF1    | 11 lutego | 1976 | Innsbruck   | Slalom      | 1:30,54    | -      | Rosi Mittermaier |
| 19.     | 13 lutego | 1976 | Innsbruck   | Gigant      | 1:29,13    | +2,65  | Kathy Kreiner    |
| DNF1    | 21 lutego | 1980 | Lake Placid | Gigant      | 2:41,66    | -      | Hanni Wenzel     |
| DNF1    | 23 lutego | 1980 | Lake Placid | Slalom      | 1:25,09    | -      | Hanni Wenzel     |

### Mistrzostwa świata
| Miejsce | Dzień     | Rok  | Miejscowość | Konkurencja | Czas biegu | Strata | Zwyciężczyni     |
| ------- | --------- | ---- | ----------- | ----------- | ---------- | ------ | ---------------- |
| DNF1    | 11 lutego | 1976 | Innsbruck   | Slalom      | 1:30,54    | -      | Rosi Mittermaier |
| 19.     | 13 lutego | 1976 | Innsbruck   | Gigant      | 1:29,13    | +2,65  | Kathy Kreiner    |
| DNF1    | 21 lutego | 1980 | Lake Placid | Gigant      | 2:41,66    | -      | Hanni Wenzel     |
| DNF1    | 23 lutego | 1980 | Lake Placid | Slalom      | 1:25,09    | -      | Hanni Wenzel     |

### Puchar Świata

#### Miejsca w klasyfikacji generalnej
- sezon 1973/1974: 32.
- sezon 1974/1975: 29.
- sezon 1975/1976: 29.
- sezon 1976/1977: 12.
- sezon 1977/1978: 26.
- sezon 1978/1979: 7.
- sezon 1979/1980: 18.
- sezon 1980/1981: 61.

#### Miejsca na podium w zawodach
1. Kranjska Gora – 26 stycznia 1976 (slalom) – 3. miejsce
2. Furano – 26 lutego 1977 (slalom) – 1. miejsce
3. Les Gets – 7 stycznia 1979 (gigant) – 3. miejsce
4. Les Gets – 8 stycznia 1979 (slalom) – 1. miejsce
5. Meiringen – 19 stycznia 1979 (slalom) – 1. miejsce
6. Pfronten – 3 lutego 1979 (slalom) – 3. miejsce